# Rugby em cadeira de rodas

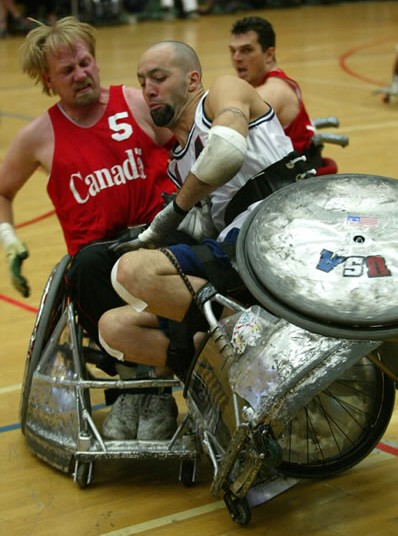
Jogadores dos Estados Unidos e Canadá num jogo de rugby em cadeira de rodas

Rugby em cadeira de rodas, esporte também chamado de Quad-rugby nos Estados Unidos, é para atletas com deficiência em pelo menos 3 membros (ex:lesão medular, polio) ou 4 membros (ex: amputação).
Criado em Winnipeg, Canadá no final da década de 1970, como opção esportiva para pessoas com alto grau de deficiência, que por conta disto não tinham oportunidade em jogos de basquete em cadeira de rodas. Entrou nos Estados Unidos em 1982 e rapidamente se difundiu pelo mundo.
Entrou como esporte de demonstração nos jogos de Atlanta em  1996, e definitivo nos jogos de Sydney em 2000. É praticado na categoria mista, ou seja, podem jogar ao mesmo tempo jogadores do sexo masculino e feminino. O objectivo do jogo é ultrapassar com a posse da bola entre cones dispostos na linha de fundo do adversário.
Cada jogador recebe uma pontuação de acordo com seu grau de deficiência, variando de 0.5 (maior deficiência) a 3.5 pontos (menor deficiência). As equipes são formadas por 4 atletas e a soma dos jogadores não deve ser maior do que oito pontos. Utiliza-se quadras de tamanho oficial de basquete e bolas semelhantes às de vôlei. Estados Unidos é a seleção com mais vitórias e medalhas.

## Associação Brasileira de Rúgbi em Cadeira de Rodas
No Brasil, a modalidade é organizada pela Associação Brasileira de Rúgbi em Cadeira de Rodas, que gera competições regionais e nacionais, o fomento do esporte, além das seleções brasileiras, adulto e universitária.